# Ciepłe (obwód witebski)
Ciepłe (biał. Цёплыя; ros. Тёплые) – wieś na Białorusi, w obwodzie witebskim, w rejonie postawskim, w sielsowiecie Krupole.

## Historia
W czasach zaborów w powiecie dzisieńskim, w guberni wileńskiej Imperium Rosyjskiego.
W dwudziestoleciu międzywojennym wieś leżała w Polsce, w województwie wileńskim, w powiecie duniłowickim, od 1926 w powiecie dziśnieńskim, w gminie Postawy.
Według Powszechnego Spisu Ludności z 1921 roku zamieszkiwało tu 180 osób, wszystkie były wyznania prawosławnego. Jednocześnie 33 mieszkańców zadeklarowało polską, 122 białoruską a 25 inną (rosyjską) przynależność narodową. Było tu 37 budynków mieszkalnych. W 1931 w 44 domach zamieszkiwało 199 osób.
Wierni należeli do parafii rzymskokatolickiej w Postawach i prawosławnej w Andronach. Miejscowość podlegała pod Sąd Grodzki w Postawach i Okręgowy w Wilnie; właściwy urząd pocztowy mieścił się w m. Kuropole.
W 1938 roku miejscowość należała do gromady Rabieki gminy Postawy.
Po agresji ZSRR na Polskę w 1939 roku wieś znalazła się w granicach BSRR. W latach 1941–1944 była pod okupacją niemiecką. Następnie leżała w BSRR. Od 1991 roku w Republice Białorusi. Do 2002 wieś wchodziła w skład sielsowietu Juńki.